# 魔法使いチャッピー
『魔法使いチャッピー』（まほうつかいチャッピー）は、日本のテレビアニメである。東映魔女っ子シリーズの系譜を踏む作品の第5作目にあたり魔法少女アニメに分類される。

## 概要
本作は、1972年4月3日 - 同年12月25日の毎週月曜日19時 - 19時30分にNET（現テレビ朝日）系列にて全39話が放送された「東映アニメーション魔女っ子シリーズ」の第5作である。
人間の世界にあこがれて、人間界に一家で引っ越してきたチャッピーとその一家が繰り広げるコメディー基調のアニメーション。エピソードは一話完結の構成が採られた。
シリーズ後半より長坂秀佳が脚本に参加、過疎化や公害、乱開発といった社会問題を取り上げたエピソードも製作された。
本放送終了から30年以上映像ソフト化の機会をみなかったが、2005年12月に株式会社アイ・シー・エフから8枚組のDVDソフトが発売された。

## ストーリー
魔法の国の貴族の娘・チャッピーは、小さい頃オババから聞かせてもらった話や見せてもらった書物の影響で人間世界に憧れていた。ある日の王宮で開かれた舞踏会で弟　ジュンが起こしたいたずらをきっかけに起きた騒動から始まり12時にパパの魔法が解けたネズミの乱入騒ぎに乗じ、チャッピーは隙を見て祖父の魔法の杖とオババの魔法の箒を拝借しジュンと共に脱走、人間界に家出してきた。そこで人間界も公害・交通事故・悪人などが氾濫し、思ったよりいい所ではないと気付くが、それでも人間世界に夢を求めてその晩たどり着いた「ニコニコ町」の空き地に魔法で家を建てる。
ところが建てたばかりのそこへ町の札付きの不良3人組が転がり込んできてしまう。オババから人前で魔法を使っては駄目と聞かされていたので2人は魔法も使えず困っているところに後を追って両親が現れる。一応人前で魔法を使わないように気をつけていたチャッピー一家だがパパが不良を追い出そうとして返り討ちにあった上にママにまで手を出されそうになったことでパパが逆上、勢いで魔法を使い不良共を撃退した。この一件をきっかけに一家は町に定住することになる。
チャッピーは弟　ジュン、ペットのドンちゃんや両親らと共に荒井姉弟などの人間と触れ合いながら、時には困った人々の力となり、時には自分が事件の引き金になったりしながら様々な問題や事件を魔法で解決していく。

### 結末
人間界の生活も順調にいってきたチャッピーではあったが、ある日水害で遭難しそうになった一平を魔法で救った時に一平に魔法の使用現場を目撃されてしまう。魔法の国の掟を破ったチャッピー一家は大ピンチになり、チャッピーは責任を感じて自害しようとする。だが魔法の国の王のお情けで許される事になった。
ただし掟を破った代償はあまりにも大きくチャッピー一家と係わった全ての人から記憶が失われてしまっていた。拠り所を失ったチャッピー一家はやむを得ずニコニコ町を後にするのであった…

## 登場人物

### チャッピーとその一家
チャッピー
声 - 増山江威子（第9話のみ野村道子）
本作の主人公。本名は「チャッピー・ハンスト・シャルル・グリム・アンド・イソップ・エトセトラ」。魔法の国から人間の世界にやってきた女の子。バトンを振り回すことで様々な魔法が使える。
ジュン
声 - 千々松幸子
チャッピーの弟。動物に変身する魔法を得意とする。
ドンちゃん
声 - 富田耕生
チャッピーのペットのレッサーパンダ。人間の言葉が話せ、魔法の力で動く自動車を所有している。エンディングテーマの歌詞によれば車の腕前はA級ライセンスで、第7話でレースに出場するエピソードがある。魔法は苦手だが、石頭なのでヘッドバットで魔物を退けた事もある。
パパ
声 - 矢田耕司
チャッピーの父親。魔法の国では貴族である。
ママ
声 - 渡辺典子
チャッピーの母親。チャッピー一家ではパパよりも権力を持つことが多い。
ジイ
声 - 富田耕生
チャッピーの祖父。孫のチャッピーにはかなり甘い。

### 魔法の国の住人
オババ
声 - 津田延代
魔法の国の最長老の魔女。独身のためチャッピーたちとは血縁関係はない。時々人間界に来る事がある。第31話ではチャッピーの親友・マキトを励ますべく、マキトがファンのプロ野球球団「アトナイズ」に「大馬場」と名乗って入団し、活躍した事があった。
ミガミガ
魔法の国の大公。チャッピーの伯父。第17話で妻のマシトと共に人間界に来るエピソードがある。
王様
魔法の国の王様。人間に魔法の使用現場を目撃されたチャッピーに対して寛大な措置を採る。

### ニコニコ町の人たち
荒井 ミチ子（あらい ミチこ）
声 - 小串容子
チャッピーのクラスメートの友達。勝気で男勝りな性格。
荒井 一平（あらい いっぺい）
声 - 白川澄子
ミチ子の上の弟。腕白な男の子。
荒井 二平（あらい にへい）
声 - 野沢雅子
ミチ子の下の弟。一平とは逆におっとりした男の子。兄弟ともイタズラ好きで、ジュンといつも張り合っている。
荒井 洗吉（あらい せんきち）
声 - 槐柳二（第3話のみ永井一郎）
ミチ子・一平・二平の父親。妻を亡くし、男手一つで子供3人を育てる。職業はクリーニング屋。
中村 しず子（なかむら しずこ）
声 - 渡辺典子
チャッピーのクラスメートの友達。ミチ子とは違いお淑やかな性格。団地住まい。
熊沢 虎男（くまざわ とらお）
声 - 山本圭子 → 白川澄子
チャッピーのクラスメートのガキ大将。通称「クマトラ」。
カマイタチ
クマトラの子分の一人で長身。
アオガエル
同じくクマトラの子分で小柄。3人とも変身ヒーローに憧れており、いつも風呂敷マントを背に着けている。

## スタッフ
- 製作担当 - 江藤昌治
- 企画 - 飯島敬（東映動画）、宮崎慎一（NET）
- 音楽 - 筒井広志
- 作画 - 金田伊功、今沢哲男、永樹凡人、大貫信夫、荒木伸吾、角田紘一 他
- 背景 - 松本健治、穂積勝義、陶山尚治、杉本隆一、海老沢一男、越園枝、勝又激、赤保谷あい子、伊藤英治、内川文広、伊藤岩光
- 撮影 - 町田賢樹、林昭夫、山田順弘、武井利晴、平尾三喜、藤橋秀行、片山幸男、吉村次郎、池田重好、武田寛、菅谷正昭、目黒宏、井出昭一郎、大沢初
- 編集 - 古村均、花井正明、大八木康行、鳥羽亮一、内藤千佳子、本山収、山中吾郎
- 録音 - 二宮健治、波多野勲、神原広巳、高橋拓夫、荒川文雄、山田明
- 効果 - E&Mプランニングセンター
- 記録 - 的場節代、井上ふみ子、中村直美、中嶋晴代、池田紀代子、国井玲子、大橋千加子、中村しず子
- 選曲 - 賀川晴雄
- 演出助手 - 金子允洋、早川啓二、松橋英夫、遠藤勇二、森下孝三、浦上昭人、上島昭男、藤田隆明、奥西武、大谷恒清、近藤明、潮久、堀正春、寒竹清隆、仲風郎、高桑秀夫
- 製作進行 - 隅要次郎、佐藤哲雄、豊島勝義、佐伯雅久、古沢義治、武田嘉昭、菅原吉郎、竹村璋三、吉岡修、大竹昇、拓植圭子、前田実、潮久、信弘、堀久子
- 現像 - 東映化学
- キャラクターデザイン - 高橋信也
- 制作 - 東映、NET

## 主題歌
オープニングテーマ - 「魔法使いチャッピー」
作詞 - 小薗江圭子 / 作曲、編曲 - 筒井広志 / 歌 - シンガーズ・スリー
エンディングテーマ - 「ドンちゃんのうた」
作詞 - 小薗江圭子 / 作曲、編曲 - 筒井広志 / 歌 - 富田耕生
挿入歌 - 「魔法のワルツ」
作詞 - 小薗江圭子 / 作曲、編曲 - 筒井広志 / 歌 - 小野木久美子
「魔法のワルツ」は最終回で挿入歌として使われた。なお日本コロムビアから発売されたCD「続・テレビ懐かしのB面コレクション」では、「ドンちゃんのうた」ではなく「魔法のワルツ」を収録した。

## 各話リスト
| 話数 | 放送日        | サブタイトル                 | 脚本     | 演出              | 作画監督 | 美術     |
| ---- | ------------- | ---------------------------- | -------- | ----------------- | -------- | -------- |
| 1    | 1972年 4月3日 | 魔法家族がやって来た         | 辻真先   | 芹川有吾          | 高橋信也 | 山崎誠   |
| 2    | 4月10日       | 怪獣ちゃんもお友達!!         | 滝三郎   | 勝田稔男          | 端名貴勇 | 横井三郎 |
| 3    | 4月17日       | パパはナニ屋さん             | 雪室俊一 | 池田宏            | 永樹凡人 | 山崎誠   |
| 4    | 4月24日       | 男の意地くらべ               | 辻真先   | 佐々木勝利        | 荒木伸吾 | 横井三郎 |
| 5    | 5月1日        | ドンちゃんの妹               | 辻真先   | 明比正行          | 小田克也 | 伊藤英治 |
| 6    | 5月8日        | ママがとられた               | 城山昇   | 葛西治            | 細田暉雄 | 伊藤英治 |
| 7    | 5月15日       | 栄光への500メートル          | 辻真先   | 金子允洋          | 永樹凡人 | 山崎誠   |
| 8    | 5月22日       | 魔法の国に帰さないで         | 城山昇   | 大谷恒清          | 阿部隆   | 横井三郎 |
| 9    | 5月29日       | 狙われたバトン               | 吉野次郎 | 久岡敬史          | 端名貴勇 | 浦田又治 |
| 10   | 6月5日        | 幻のD51                      | 城山昇   | 芹川有吾          | 荒木伸吾 | 伊藤英治 |
| 11   | 6月12日       | 三ツのおねがい               | 城山昇   | 勝田稔男          | 木暮輝夫 | 山崎誠   |
| 12   | 6月19日       | お婆さんの意地くらべ         | 辻真先   | 佐々木勝利        | 高橋信也 | 遠藤重義 |
| 13   | 6月26日       | パパの日記帳                 | 辻真先   | 山本寛巳          | 小田克也 | 横井三郎 |
| 14   | 7月3日        | 民宿お化け騒動               | 辻真先   | 明比正行          | 端名貴勇 | 山崎誠   |
| 15   | 7月10日       | すてきな一日園長             | 押川国秋 | 池田宏            | 永樹凡人 | 伊藤英治 |
| 16   | 7月17日       | 嵐の山の少女                 | 夏目幸治 | 葛西治            | 木暮輝夫 | 横井三郎 |
| 17   | 7月24日       | パパありがとう               | 滝三郎   | 勝間田具治        | 荒木伸吾 | 横井三郎 |
| 18   | 7月31日       | 無人島冒険ごっこ             | 辻真先   | 久岡敬史          | 細田暉雄 | 山崎誠   |
| 19   | 8月7日        | 赤ちゃん泥棒                 | 夏目幸治 | 山本寛巳          | 永樹凡人 | 山崎誠   |
| 20   | 8月14日       | こんにちはフェニックス       | 辻真先   | 勝田稔男          | 高橋信也 | 遠藤重義 |
| 21   | 8月21日       | ホームラン番長               | 辻真先   | 芹川有吾          | 端名貴勇 | 山崎誠   |
| 22   | 8月28日       | イルカの楽園                 | 夏目幸治 | 田中清            | 高橋信也 | 浦田又治 |
| 23   | 9月4日        | 祭りだワッショイ             | 辻真先   | 田中清            | 木暮輝夫 | 横井三郎 |
| 24   | 9月11日       | 逃げだした悪魔               | 小川敬一 | 田中清            | 永樹凡人 | 山崎誠   |
| 25   | 9月18日       | ドンちゃんの虹               | 小川敬一 | 田中清            | 平野純   | 伊藤英治 |
| 26   | 9月25日       | 空とぶ自転車                 | 辻真先   | 永樹凡人          | 上村栄司 | 横井三郎 |
| 27   | 10月2日       | ドンちゃん大洪水             | 辻真先   | 岡崎稔            | 端名貴勇 | 横井三郎 |
| 28   | 10月9日       | 独立!ガラクタ公園            | 長坂秀佳 | 寒竹清隆          | 木暮輝夫 | 山崎誠   |
| 29   | 10月16日      | 動物の王子さま               | 夏目幸治 | 島田稔            | 田島実   | 浦田又治 |
| 30   | 10月23日      | 待っていてオッタマゲター!    | 長坂秀佳 | 大貫信夫          | 上村栄司 | 山崎誠   |
| 31   | 10月30日      | 最高殊勲婆さん               | 夏目幸治 | 岡崎稔            | 端名貴勇 | 横井三郎 |
| 32   | 11月6日       | あこがれの京都               | 夏目幸治 | 芹川有吾          | 平野純   | 山崎誠   |
| 33   | 11月13日      | リンゴ村リンゴりんご大作戦!  | 長坂秀佳 | 勝田稔男 寒竹清隆 | 木暮輝夫 | 山崎誠   |
| 34   | 11月20日      | 出たよ出ましたチャンバラ時代 | 長坂秀佳 | 古沢日出夫        | 石黒育   | 横井三郎 |
| 35   | 11月27日      | お金と友情                   | 夏目幸治 | 宮崎一哉          | 白川忠志 | 山崎誠   |
| 36   | 12月4日       | ジャンプだ!四回転ウルトラC   | 城山三郎 | 岡崎稔            | 端名貴勇 | 横井三郎 |
| 37   | 12月11日      | さようなら雪ん子             | 夏目幸治 | 大貫信夫          | 上村栄司 | 山崎誠   |
| 38   | 12月18日      | 想い出のクリスマス           | 夏目幸治 | 明比正行          | 江藤文男 | 山崎誠   |
| 39   | 12月25日      | チャッピーどこへゆく         | 辻真先   | 田中清            | 端名貴勇 | 山崎誠   |

## 放送局
- NET（制作局）：月曜 19:00 - 19:30
- 北海道テレビ：月曜 19:00 - 19:30[3]
- 青森テレビ：金曜 17:00 - 17:30（1972年4月 - 7月）→ 金曜 16:52 - 17:22（1972年8月 - 1973年1月）[4]
- テレビ岩手：金曜 17:30 - 18:00[5]
- 秋田放送：月曜 17:00 - 17:30[6]
- 山形放送：日曜 9:30 - 10:00（1972年5月 - 9月）→ 日曜 10:30 - 11:00（1972年10月 - 1973年2月）[7]
- 宮城テレビ：月曜 19:00 - 19:30[8]
- 福島中央テレビ：月曜 19:00 - 19:30[9]
- 山梨放送
- 新潟総合テレビ
- 長野放送
- 北日本放送：火曜 17:45 - 18:15[10] → 火曜 17:20 - 17:50[11]
- 北陸放送
- 福井放送：月曜 18:00 - 18:30[12]
- 静岡放送
- 名古屋放送（現:名古屋テレビ　通称メ〜テレ）
- 毎日放送
- 山陰放送
- 岡山放送
- 広島ホームテレビ
- 山口放送
- 瀬戸内海放送
- 九州朝日放送
- 長崎放送
- 熊本放送
- テレビ大分
- 鹿児島テレビ：月曜 19:00 - 19:30[13]
- 沖縄テレビ

## 劇場版
1972年7月16日、『東映まんがまつり へんしん大会』内で、第7話のブローアップ版が公開された。
- 併映は、『魔犬ライナー0011変身せよ!』・『仮面ライダー対じごく大使』・『変身忍者嵐』・『超人バロム1』・『国松さまのお通りだい』の5本。
- 本プログラムは大半が変身物で占められているため、一見『チャッピー』は「変身」とは関係無いように見えるが、劇中ではチャッピーがレーサーに変身するシーンがある。

## 漫画版
『テレビマガジン』1972年5月号から12月号まで、吾妻ひでおによる漫画が連載された。

## 日本国外での状況
イタリアに輸出され "La maga Chappy" （魔女チャッピー）のタイトルでテレビ放映された。シリーズはラテンアメリカにも輸出されている。

## 補足
- 番組ではEDが終わった後、チャッピーやドンちゃんのコメントで終わるようになっている。担当は、最終回を除く奇数回がチャッピー、偶数回がドンちゃんだった。
- 次番組は『バビル2世』となったため、『魔法使いサリー』から続いた「魔女っ子」シリーズはここでいったん途切れた[15]。